# Dănuț Coman
Dănuț Dumitru Coman (n. 28 martie 1979, Ștefănești, Argeș) este un fost fotbalist român, în prezent președintele clubului de fotbal FC Argeș.

## Carieră
El și-a început cariera la 18 ani, la FC Argeș și a jucat primul său meci în Liga I pe 28 februarie 1998 împotriva Dinamo București, dar a pierdut din păcate cu 2-0. În restul sezonului 1997-1998 a mai jucat 3 meciuri.
În următorul sezon, nu a primit șansa să joace și a fost transferat la AS Rocar București, unde a jucat în retur 10 meciuri. El s-a întors la FC Argeș în 1999, dar a jucat doar 17 meciuri în următoarele 4 sezoane. Începând cu sezonul 2003-2004, Coman a devenit titular la FC Argeș și a jucat cele mai multe meciuri, 22. În iarna anului 2004, s-a transferat la Rapid București.
La sfârșitul primului său sezon la Rapid, ei au terminat campionatul pe locul 3 și a jucat 33 de meciuri. În sezonul 2005-2006, au fost vicecampioni și au învins FC Național București în finala Cupei României.
El a debutat în același sezon în Cupa UEFA. Acest a fost cel mai bun sezon al Rapidului în Europa. S-au calificat în grupe după ce au eliminat-o  pe Feyenoord Rotterdam și s-au calificat dintr-o grupă cu VfB Stuttgart, Stade Rennais FC și FC Șahtar Donețk. În prima rundă eliminatorie, au bătut-o în ambele meciuri pe Hertha Berlin și s-au calificat în optimi unde au bătut o altă echipă germană, Hamburger SV. În sferturi și-au întâlnit rivala, Steaua București și au pierdut calificarea după 2 egaluri. În martie 2006 a primit Medalia „Meritul Sportiv” clasa a II-a cu o baretă, din partea președintelui României de atunci, Traian Băsescu, deoarece a făcut parte din echipa Rapidului care a obținut calificarea în sferturile Cupei UEFA 2005-2006. În martie 2008 a primit Medalia „Meritul Sportiv” clasa a III-a, pentru rezultatele obținute în preliminariile Campionatului European și pentru calificarea la turneul final din 2008.
În 2008, a părăsit Rapidul și a semnat cu FC Brașov, dar a revenit la Rapid în 2010.
Pe 16 iulie 2012 a semnat cu FC Vaslui, unde a stat un sezon după care s-a transferat la Astra Giurgiu, unde și-a încheiat cariera în 2015, dar a rămas în cadrul clubului ca președinte.

## Echipa națională
Coman a debutat la Naționala României pe 16 noiembrie 2005, într-un amical cu echipa națională de fotbal a Nigeriei. El a fost selecționat și în echipa națională de fotbal a României, pentru care a jucat 14 meciuri printre care împotriva Spaniei, Germaniei și Franței.

## Palmares

### Jucător
Rapid București
- Cupa României (2): 2005–06, 2006–07
- Supercupa României (1): 2007

Astra Giurgiu
- Cupa României (1): 2013–14

### Președinte
Astra Giurgiu
- Liga I (1): 2015-2016